# Book of Love
Book of Love (englisch etwa „Buch der Liebe“ oder „Liebesbuch“) ist ein Lied des deutschen DJs Felix Jaehn, in Kooperation mit der russisch-US-amerikanischen Liedermacherin Polina. Das Stück ist die zweite Singleauskopplung aus seiner Felix Jaehn EP sowie die vierte Singleauskopplung aus seinem Debütalbum I.

## Entstehung und Artwork
Geschrieben wurde das Lied gemeinsam von Polina Goudieva, Jimmy Harry und Felix Jaehn. Letzterer war auch für das Arrangement, die Produktion sowie die Programmierung verantwortlich; als Koproduzent stand ihm Harry zur Seite. Die Abmischung und das Mastering erfolgte unter der Leitung des österreichischen Tontechnikers Nikodem Milewski. Die Single wurde unter den Musiklabels Island Records und L’Agentur veröffentlicht und durch Curvature Music, Kobalt Music Publishing, Sony/ATV Music Publishing und Ultra Music Publishing verlegt.
Auf dem Cover der Maxi-Single ist – neben Künstlernamen und Liedtitel – Jaehn, der sich eine Jacke über das Gesicht zieht, zu sehen. Das gleiche Coverbild wurde für Jaehns erstes Extended Play Felix Jaehn verwendet. Geschossen wurde das Bild von Nicolas Kantor.

## Veröffentlichung und Promotion
Die Erstveröffentlichung von Book of Love erfolgte als Einzeldownload am 11. September 2015. Rund drei Wochen später folgte die Veröffentlichung einer 2-Track-Single als CD und Download am 1. Oktober 2015. Diese beinhaltet, neben der regulären Version von Book of Love, einen vom niederländischen DJ Mike Mago getätigten Remix als B-Seite. Am 30. Oktober 2015 wurde eine Remix-EP veröffentlicht. Auf dieser sind, neben einem „Extended Mix“ und dem Remix von Mago, zwei weitere Remixversionen zu Book of Love vom luxemburgischen DJ Chris Meid und vom niederländischen DJ-Duo Mr. Belt & Wezol zu finden sind. Book of Love wurde zunächst auf Jaehns erster EP Felix Jaehn veröffentlicht und später erneut auf seinem Debütalbum I.
Remixversionen
- Book of Love (Chris Meid Piano Version)
- Book of Love (Extended Mix)
- Book of Love (Mike Mago Remix)
- Book of Love (Mr. Belt & Wezol Remix)

## Inhalt
Der Liedtext zu Book of Love ist in englischer Sprache verfasst. Die Musik und der Text wurden gemeinsam von Polina Goudieva, Jimmy Harry und Felix Jaehn verfasst. Musikalisch bewegt sich das Lied im Bereich des Deep House und Tropical House. Das Tempo beträgt 125 Beats per minute. Universal selbst beschrieb Book of Love als eine zaghafte Liebeserklärung, eine, die das Leben eben so spiele und in der es darum ginge, jetzt in diesem Augenblick gemeinsame Kapitel zu schreiben. Mal losgelöst von allem, dann wieder weitreichend emotional und stetig geheimnisvoll.
Das Stück besteht aus zwei Strophen, einer Bridge und einem Refrain. Das Lied beginnt mit der ersten Strophe, auf die erstmals der Refrain folgt. Der gleiche Vorgang wiederholt sich mit der zweiten Strophe. Nach dem zweiten Refrain kommt eine Bridge, ehe das Lied mit dem dritten Refrain endet. Der Hauptgesang des Liedes stammt alleine von Polina; Jaehn wirkt lediglich als DJ und Instrumentalist (Keyboard) mit. Neben Jaehn ist Harry an den weiteren Instrumenten (Gitarre und Keyboard) zu hören.
| „In the midnight haze, we are sitting in the sun. The light hits your face and I know that you’re the one. We could fill the pages with good dreams tonight. I wanna be a chapter in your book of love.“ – 1. Strophe, Originalauszug | „Im Mitternachtsdunst sitzen wir in der Sonne. Das Licht trifft dein Gesicht und ich weiß das du der eine bist. Wir könnten die Seiten mit guten Träumen heute Nacht füllen. Ich will ein Kapitel in deinem Liebesbuch sein.“ – 1. Strophe, Übersetzung |

## Musikvideo
Zu Book of Love wurden insgesamt zwei Musikvideos gedreht. Das Erste wurde während des Weekend Festivals am Strand der estnischen Stadt Pärnu gedreht und hatte am 27. August 2015 auf YouTube seine Premiere. Im Video sind Szenen von Jaehns Aufenthalt auf ebendiesem Festival (Auftritt und Interviews) sowie Szenen des feiernden Publikums zu sehen. Wie in einem typischen Lyrikvideo, wird während des kompletten Musikvideos der Liedtext zu Book of Love eingeblendet. Das Video endet mit Jaehn, der auf der Bühne ein Herz mit seinen Händen formt und dieses in Richtung des Publikums zeigt. Die Gesamtlänge des Videos beträgt 3:16 Minuten. Regie führte wie schon bei Cut the Cord Niklas Duncker.
Das zweite Musikvideo hatte am 22. Oktober 2015 auf YouTube seine Premiere. In diesem ist Jaehn bei dem Besuch einer Kirmes zu sehen. Dort fällt seine Aufmerksamkeit auf zwei Frauen, die er von der Ferne aus beobachtet, und denen er zu den verschiedenen Attraktionen (Autoscooter, Achterbahn, Tretboot und Bällebad) folgt. Während des Videos ist immer wieder Polina zu sehen, die inmitten eines Autoscooter-Geschäftes steht und das Lied singt. Das Video endet mit Jaehn, der im Morgengrauen, vor dem Hintergrund eines Feuerwerkes, die Kirmes verlässt. Das gesamte Video ist überwiegend in rotvioletten bzw. Rottönen gehalten. Die Gesamtlänge des Videos beträgt 3:20 Minuten. Regie führte der Berliner Regisseur Robin Polák. Bis heute zählen beide Musikvideos über 31,8 Millionen Aufrufe bei YouTube (Stand: März 2021).

## Mitwirkende
| Liedproduktion - Polina Goudieva: Gesang, Komponist, Liedtexter - Jimmy Harry: Gitarre, Keyboard, Komponist, Koproduzent, Liedtexter - Felix Jaehn: Arrangement, DJ, Keyboard, Komponist, Liedtexter, Musikproduzent, Programmierung - Nicolas Kantor: Fotograf (Cover) - Nikodem Milewski: Abmischung, Mastering Musikvideo - Stephan Burchardt: Kameramann (Version 2) - Niklas Duncker: Filmproduzent, Regisseur (Version 1) - Katja Fischer: Filmeditor (Version 2) - Robin Polák: Regisseur (Version 2) - Christian Walter: Visuals (Version 1) - Katapult Filmproduktion: Filmproduzent (Version 2) - Vita Pictura Productions: Filmproduzent (Version 1) | Unternehmen - Curvature Music: Verlag - Island Records: Musiklabel - Kobalt Music Publishing: Verlag - L’Agentur: Musiklabel - Sony/ATV Music Publishing: Verlag - Ultra Music Publishing: Verlag |

## Rezeption

### Rezensionen
Der deutschsprachige Musik-Blog Popschredder bewertete das Stück durchwachsen. Book of Love sei eingängig solide Kost mit „Glöckchen-Marimba-Geklingel“. Der Blog ist der Meinung das der Tropical House seinen kreativen Zenit bereits überschritten habe. Das Gitarrensample stamme aus der letzten Saison. Positiv sehen sie den Einsatz der unbekannten Sängerin Polina an. Man könne dem Stück entnehmen, dass Jaehn nur noch nach dem Schema Erfolg produziere. Wolle man etwas besonderes an Book of Love finden, dann sollte man sich den Text anschauen. Der spiele bei vielen „Deep-House-Hits“ keine große Rolle, weshalb sich die verbreiteten, biederen Botschaften auch besonders gut unbemerkt festsetzen. Das sei hier etwas anders. Auch hier gehe es um die „Generation Sorglos“, die gerade im Liebeslebensgefühl schwelge. Schön sei, dass es konsequent nur auf den Augenblick bezogen ist. Nichts da mit schlageresker Ewigkeitsromantik, nichts mit Versprechen, Heirat oder Kinder, einfach nur jetzt.

### Charts und Chartplatzierungen
Book of Love erreichte in Deutschland Position sieben der Singlecharts und konnte sich insgesamt sechs Wochen in den Top 10 und 25 Wochen in den Charts platzieren. Des Weiteren platzierte sich die Single vier Wochen an der Spitze der deutschen Airplaycharts. Es war Jaehns und Polinas erste Airplay Nummer-eins-Hit. In Österreich erreichte die Single in 18 Chartwochen Position 15 und in der Schweiz in vier Chartwochen Position 61. In den US-amerikanischen Billboard Hot 100 verfehlte die Single einen Charteinstieg, konnte sich aber auf Position 34 der US Hot Dance/Electronic Songs platzieren. 2015 platzierte sich die Single auf Position 55 der deutschen Single-Jahrescharts.
Für Jaehn als Interpret ist dies der dritte Charterfolg in Deutschland, Österreich und der Schweiz. Es ist sein dritter Top-10-Erfolg in Deutschland. Als Produzent ist es sein zweiter und als Autor sein erster Charterfolg in allen drei Ländern. Es ist sein zweiter Top-10-Erfolg als Produzent und sein erster als Autor in Deutschland. Für Polina ist es als Autorin und Interpretin der erste Charterfolg in allen drei Ländern. Harry erreichte als Autor zum fünften Mal die deutschen Singlecharts, zum ersten Mal die Top 10. In Österreich ist es ebenfalls sein fünfter Charterfolg, in der Schweiz erreichte nach Cry Baby Cry (Santana feat. Sean Paul & Joss Stone) und Funhouse (P!nk) zum dritten Mal eine Autorenbeteiligung von ihm die Charts.
| ChartsChartplatzierungen | Höchstplatzierung | Wochen |
| ------------------------ | ----------------- | ------ |
| Deutschland (GfK)        | 7 (25 Wo.)        | 25     |
| Österreich (Ö3)          | 15 (18 Wo.)       | 18     |
| Schweiz (IFPI)           | 61 (4 Wo.)        | 4      |

| ChartsJahrescharts (2015) | Platzierung |
| ------------------------- | ----------- |
| Deutschland (GfK)         | 55          |

### Auszeichnungen für Musikverkäufe
Im März 2016 wurde Book of Love in Deutschland mit einer Goldenen Schallplatte für über 200.000 verkaufte Einheiten ausgezeichnet. Für Jaehn ist es nach Cheerleader (Felix Jaehn Remix) und Ain’t Nobody (Loves Me Better) die dritte Single, die mindestens Gold-Status erlangte. Für Polina ist es die erste Auszeichnung ihrer Karriere.

| Land/Region        | Auszeichnungen für Musikverkäufe (Land/Region, Auszeichnung, Verkäufe) | Verkäufe |
| ------------------ | ---------------------------------------------------------------------- | -------- |
| Deutschland (BVMI) | Gold                                                                   | 200.000  |
| Insgesamt          | 1× Gold ·                                                              | 200.000  |